# Chlorops genarum
Chlorops genarum är en tvåvingeart som beskrevs av Becker 1912. Chlorops genarum ingår i släktet Chlorops och familjen fritflugor. Inga underarter finns listade i Catalogue of Life.